# スチュワート・ラフィル
スチュワート・ラフィル（Stewart Raffill、1942年1月27日 - ）は、イギリスの映画監督、脚本家。スチュアート・ラフィルとの表記もある。

## 人物
『アドベンチャー・ファミリー』、『フィラデルフィア・エクスペリメント』、『マネキン2』など、主に冒険、SFものを多く手がけている。1989年、『マック』で第9回ゴールデンラズベリー賞最低監督賞を受賞した（『キャデラック・カウボーイ』のブレイク・エドワーズと共に）。

## 主な作品
監督
- アドベンチャー・ファミリー The Adventures of the Wilderness Family (1975) ※
- ロッキーを越えて Across the Great Divide (1976) ※
- サバイバルファミリー The Sea Gypsies (1978) ※
- ダーティー・ソルジャー/野良犬軍団 High Risk (1981) ※
- スペース・パイレーツ The Ice Pirates (1984) ※
- フィラデルフィア・エクスペリメント The Philadelphia Experiment (1984)
- マック Mac and Me (1988) ※
- マネキン2 Mannequin 2: On the Move (1991)
- グリズリー・フォールズ 親子熊物語 Grizzly Falls (1999)
- ペンサコーラ Pensacola: Wings of Gold (1999-2000) テレビドラマ
- サバイバル・アイランド Three (2005) ※
- ラプター Croc (2007) テレビ映画

※は脚本も担当。
脚本
- ジョディ・フォスターのライオン物語 Napoleon and Samantha (1972)
- パッセンジャー57 Passenger 57 (1992) 原案